# Палим (Біляєвське сільське поселення)
Пали́м (рос. Палым) — присілок в Ігринському районі Удмуртії, Росія.

## Населення
Населення — 21 особа (2010; 21 в 2002).
Національний склад станом на 2002 рік:
- удмурти — 71 %
- росіяни — 29 %

## Урбаноніми[3]
- вулиці — Палимська